# Awadhi
Awadhi är ett indoariskt språk med 38,3 miljoner talare (2001) mestadels i Indien (37,7 miljoner), samt i Nepal (561 000). I Indien talas det i Awadh. Verket Rāmcharitmānas från 1500-talet skrevs på awadhi.